# Dinar argelino
El dinar (en árabe دينار جزائري dinar jaza'iri, o simplemente دينار dinar; en francés dinar algérien) es la moneda oficial de Argelia desde el 1 de abril de 1964, cuando sustituyó a la par al franco argelino. Su código ISO 4217 es DZD y su abreviación es DA. Su nombre deriva del denario romano. La moneda se divide en 100 céntimos.

## Monedas
En 1964, cuando apareció el dinar argelino, se puso en circulación una serie de monedas de 1, 2, 5, 10, 20 y 50 céntimos, y de un dinar. El anverso de todas las monedas mostraba el emblema del país, mientras que el reverso mostraba el valor de la moneda en números árabes.
| Denominación | Emisión   | Forma     | Metal    | Diámetro (mm) | Peso (g) | Anverso                                                                          | Reverso                                                               |
| ------------ | --------- | --------- | -------- | ------------- | -------- | -------------------------------------------------------------------------------- | --------------------------------------------------------------------- |
| 1 céntimo    | 1964      | Circular  | Al       | 16,00         | 0,60     | Antiguo escudo de armas الجمهورية الجزائرية الديمقراطية الشعبية año de acuñación | ١ سنت واحد                                                            |
| 2 céntimos   | 1964      | Circular  | Al       | 18,10         | 0,60     | Antiguo escudo de armas الجمهورية الجزائرية الديمقراطية الشعبية año de acuñación | ٢ ثنين سنتا                                                           |
| 5 céntimos   | 1964      | Circular  | Al       | 21,00         | 0,50     | Antiguo escudo de armas الجمهورية الجزائرية الديمقراطية الشعبية año de acuñación | ٥ خمسة سنتات                                                          |
| 5 céntimos   | 1970-1985 | Circular  | Al       | 22,00         | 1,50     | Engranaje Espiga de trigo Rama de olivo año de acuñación                         | 5 خمسة سنتات الجمهورية الجزائرية الديمقراطية الشعبية                  |
| 10 céntimos  | 1964      | Circular  | Cu+Ni+Zn | 19,00         | 2,50     | Antiguo escudo de armas الجمهورية الجزائرية الديمقراطية الشعبية año de acuñación | ١٠ عشرة سنتات                                                         |
| 10 céntimos  | 1984      | Circular  | Al       | 24,00         | 1,70     | Palmera año de acuñación                                                         | 10 عشرة سنتات الجمهورية الجزائرية الديمقراطية الشعبية                 |
| 20 céntimos  | 1964      | Circular  | Cu+Ni+Zn | 22,00         | 4,00     | Antiguo escudo de armas الجمهورية الجزائرية الديمقراطية الشعبية año de acuñación | ٢٠ وعشرين سنتا                                                        |
| 20 céntimos  | 1975-1987 | Circular  | Cu+Ni+Zn | 22,00         | 4,00     | Carnero año de acuñación                                                         | 20 وعشرين سنتا الجمهورية الجزائرية الديمقراطية الشعبية                |
| 50 céntimos  | 1964      | Circular  | Cu+Ni+Zn | 24,00         | 4,90     | Antiguo escudo de armas الجمهورية الجزائرية الديمقراطية الشعبية año de acuñación | ٥٠ خمسين سنتا                                                         |
| 50 céntimos  | 1971-1981 | Circular  | Cu+Ni+Zn | 24,10         | 4,90     | Varía año de acuñación                                                           | 50 خمسين سنتا الجمهورية الجزائرية الديمقراطية الشعبية                 |
| 1 dinar      | 1964      | Circular  | Cu+Ni    | 24,00         | 7,10     | Antiguo escudo de armas                                                          | ١ دينار واحد الجمهورية الجزائرية الديمقراطية الشعبية año de acuñación |
| 1 dinar      | 1972-1987 | Circular  | Cu+Ni    | 25,00         | 7,10     | Varía año de acuñación                                                           | 1 دينار واحد الجمهورية الجزائرية الديمقراطية الشعبية                  |
| 5 dinares    | 1972-1984 | Circular  | Cu+Ni    | 31,00         | 11,90    | Varía año de acuñación                                                           | 5 خمسة دنانير الجمهورية الجزائرية الديمقراطية الشعبية                 |
| 10 dinares   | 1979-1981 | Decagonal | Cu+Ni+Zn | 30,00         | 11,40    | الجمهورية الجزائرية الديمقراطية الشعبية                                          | 10 دنانير año de acuñación                                            |

Posteriormente, las nuevas monedas puestas en circulación, mostraban motivos conmemorativos, hasta que una nueva serie completa de monedas fue puesta en circulación en 1992. Esta nueva serie consistía en monedas de ¼, ½, 1, 2, 5, 10, 20, 50, y 100 dinares cuyas características se describen en la tabla que se muestra más adelante.
Las monedas que circulan con mayor asiduidad son las de 5 dinares o de valor superior. Debido a la inflación sufrida por el país en la transición a una economía capitalista a principios de los 90, los céntimos o francciones de dinar fueron desechados de la circulación, mientras que las monedas de 1 y 2 dinares son raramente usadas. Sin embargo, los precios siguen mostrándose en céntimos, y se siguen usando en las conversaciones diarias, hasta el punto que un precio de 100 dinares se lee "diez mil" (عشر الاف). En agosto de 2012 fue puesta en circulación una nueva moneda bimetálica de 200 dinares en conmemoración del 50 aniversario de la independencia.
| Denominación                            | Emisión | Forma    | Metal    | Metal    | Diámetro (mm) | Peso (g) | Canto    | Anverso                            | Reverso                              | Imagen                     |
| Denominación                            | Emisión | Forma    | Anillo   | Centro   | Diámetro (mm) | Peso (g) | Canto    | Anverso                            | Reverso                              | Imagen                     |
| --------------------------------------- | ------- | -------- | -------- | -------- | ------------- | -------- | -------- | ---------------------------------- | ------------------------------------ | -------------------------- |
| ¼ dinar                                 | 1992    | Circular | Al       | Al       | 16,50         | 1,20     | Liso     | Fénec año de acuñación             | ¼ دينارا بنك الجزائر                 | Archivo:99دينار جزائري.jpg |
| ½ dinar                                 | 1992    | Circular | Al       | Al       | 18,50         | 3,60     | Liso     | Caballo año de acuñación           | ½ دينارا بنك الجزائر                 | Archivo:+9دينار جزائري.jpg |
| 1 dinar                                 | 1992    | Circular | Acero    | Acero    | 20,70         | 4,20     | Liso     | Búfalo año de acuñación            | 1 دينارا بنك الجزائر Mapa de Argelia |                            |
| 2 dinares                               | 1992    | Circular | Acero    | Acero    | 22,70         | 5,10     | Liso     | Dromedario año de acuñación        | 2 دينارا بنك الجزائر Mapa de Argelia |                            |
| 5 dinares                               | 1992    | Circular | Acero    | Acero    | 24,70         | 6,20     | Liso     | Elefante año de acuñación          | 5 دينارا بنك الجزائر                 |                            |
| 10 dinares                              | 1992    | Circular | Acero    | Al       | 26,60         | 4,90     | Liso     | Halcón año de acuñación            | 10 دينارا بنك الجزائر                |                            |
| 20 dinares                              | 1992    | Circular | Acero    | Cu+Ni+Zn | 27,60         | 8,60     | Liso     | León año de acuñación              | 20 دينارا بنك الجزائر                |                            |
| 50 dinares                              | 1992    | Circular | Cu+Ni+Zn | Acero    | 28,60         | 9,30     | Liso     | Gacela año de acuñación            | 50 دينارا بنك الجزائر                |                            |
| 100 dinares                             | 2002    | Circular | Acero    | Cu+Ni+Zn | 29,50         | 11,00    | Estriado | Caballo año de acuñación           | 100 دينارا بنك الجزائر               |                            |
| 200 dinares (circulación conmemorativa) | 2012    | Circular | Cu+Ni    | Cu+Al+Ni | 28,00         | 12,00    | Grabado  | Escudo de Argelia año de acuñación | 200 دينارا بنك الجزائر               |                            |

## Billetes
La primera serie de billetes de dinares argelinos (DA) se emitió en 1964 en denominaciones de 5, 10, 50 y 100 dinares. Una segunda serie apareció en 1970, compuesta por billetes de 5, 10, 50, 100 y 500 dinares. Al contrario que la anterior moneda del país, el franco argelino, los textos en los anversos de los billetes están escritos en árabe, y los de los reversos en francés.
En 2023, once denominaciones de dinares argelinos son de uso común. Los billetes de 100 DA (1992), 200 DA (1992), 500 DA (1992, 1998, 2018), 1000 DA (1992, 1998, 2018) y 2000 DA (2011, 2020). En 2014, los billetes de 100 dinares (1981 y 1982) y 200 dinares (1983) seguían circulando al mismo tiempo que los billetes de 100 y 200 dinares actualmente en circulación. Aunque perdieron su curso legal el 1 de enero de 2015, conservan su curso legal hasta el 31 de diciembre de 2024. En 2019, se introdujeron dos nuevas denominaciones de 500 DA y 1000 DA. Además, en 2021 salió un nuevo billete de 2000 DA y a finales de 2022 se emitió otro billete de polímero de 2000 DA, conmemorativo del 60.º aniversario de la independencia de Argelia y de la celebración de la 31ª sesión de la Cumbre de la Liga Árabe en Argel.